# Nanofiltration
La nanofiltration (NF) est une méthode de séparation membranaire qui permet l’arrêt sélectif des molécules dont la taille varie entre 100 et 10-0.5 nanomètre (nm). La nanofiltration n’est pas fondamentalement différente de l'ultrafiltration ou de la microfiltration, si ce n’est qu’elle retient des matières de tailles différentes de ces dernières.

## Propriétés
La nanofiltration est un procédé baro-membranaire car le transfert a lieu sous l’effet de la  pression. Cette pression peut aller de 3 à 20 bars.
Le mécanisme de séparation se fait par tamisage : le transfert a lieu dans une membrane poreuse et résulte de la différence de la taille des composants par rapport à celle des pores de la membrane. Les pores d'une membrane de nanofiltration sont d'une taille inférieure à 2 nm. Ils sont appelés micropores.

## Applications
La nanofiltration a été surtout utilisée dans l'adoucissement de l'eau (enlèvement des ions bivalents, en l'occurrence le calcium et le magnésium responsables de la dureté). Actuellement, c'est un procédé de choix pour le traitement des eaux de surface (eaux de lacs et de rivières) et des eaux saumâtres (eaux de qualité intermédiaire entre une eau de surface et l'eau de mer du point de vue de la salinité). Elle peut être utilisée pour enlever les micro-organismes.